# Fäkalindikator
Fäkalindikatoren sind Bakterien, die beispielsweise in Lebensmitteln und im Trinkwasser nachgewiesen werden können. Ein Nachweis dieser Bakterien (Indikatorkeime) zeigt an, dass die betreffenden Lebensmittel, Bade- oder das Trinkwasser mit Fäkalien von Tier oder Mensch verunreinigt sind. Im Sinne des Verbraucherschutzes werden für sie in Verordnungen Grenzwerte oder Richtwerte festgelegt. Beispielsweise enthält die deutsche Trinkwasserverordnung Grenzwerte für Escherichia coli und Enterokokken (vergleiche Anlage 1 zur Trinkwasserverordnung (Mikrobiologische Parameter)).
Klassische Fäkalindikatoren sind:
- Enterobakterien, vor allem Escherichia coli und ggf. andere coliforme Bakterien.
- „Fäkalstreptokokken“ (fäkale Streptokokken). Es handelt sich dabei um Enterokokken, die ursprünglich als Streptokokken der Lancefield-Gruppe D oder kurz D-Streptokokken bezeichnet wurden. Dazu gehören beispielsweise Enterococcus faecalis, Enterococcus faecium und Enterococcus durans. Enterokokken kommen eher in geringerer Anzahl als E. coli im Wasser vor, sie haben eine höhere Überlebensdauer in der Umwelt und sind gegenüber Desinfektionsmitteln resistenter als coliforme Bakterien.